# Border Song
Border Song (dt. „Grenzlied“) ist ein Musiktitel des britischen Sängers und Komponisten Elton John, der Liedtext wurde von Bernie Taupin geschrieben.
Den früheren Single-Veröffentlichungen von John gelang niemals eine Platzierung in den Hitparaden. Mit „Border Song“ wurde er das erste Mal überhaupt in einer Singlechart gelistet und erreichte in Kanada sogar Platz 34.

## Hintergrund
„Border Song“ wird häufig als Gospelballade bezeichnet und die Parallelen zu den Edwin Hawkins Singers und ihrem Hit „Oh Happy Day“ sind nicht zuletzt wegen des Chorbegleitgesangs (der von Barbara Moore geleitet wurde) unüberhörbar.
Paul Gambaccini veröffentlichte 1975 „A Conversation with Elton John and Bernie Taupin“ (dt. „Ein Unterhaltung mit Elton John und Bernie Taupin“). Darin wird John zitiert, er habe den dritten Vers von „Border Song“ selbst verfasst und nur deshalb hinzugefügt, da ihm das Lied zu kurz erschien.
Die Frage, warum manche Personen aus dem Text antisemitische Tendenzen heraus lesen würden, beantwortete Taupin lachend und sagte „Don’t ask me why, I don’t know. Most of my friends are Jewish. I married one.“ (dt. „Frag mich nicht warum, ich weiß es nicht. Die meisten meiner Freunde sind Juden. Ich heiratete eine.“). Tatsächlich war seine erste Frau Maxine später die Inspiration für das Lied „Tiny Dancer“ auf dem Album „Madman Across the Water“.
Ein viertel Jahrhundert später hatte John eine plausiblere Erklärung für die Geschichte zum Lied. Er erzählte Elizabeth Rosenthal bei deren Recherche zum Buch „His Song: The Musical Journey of Elton John“, wie sehr der Landjunge Taupin sich in der Großstadt London fremd fühlte und so oft es ging seine ländliche Heimat besuchte. Die gleiche gefühlte Entfremdung inspirierte Taupin später zum Text von „Tell Me When the Whistle Blows“, veröffentlicht auf dem Album „Captain Fantastic and the Brown Dirt Cowboy“.
Auch wenn „Border Song“ nicht in den britischen Charts auftauchte, erhielt John dennoch eine Einladung in die BBC-TV-Sendung „Top of the Pops“. Im Studio traf er auf Dusty Springfield, deren Fan er als Teenager war. Dusty zeigte sich zum Titel „Border Song“ überschwänglich und begeistert. Später sagte John darüber „this made my year“ (dt. „das war das Beste in diesem Jahr“).

## Rezension
Mit dem Titel Border Song zog John erstmals im größeren Umfang öffentliche Aufmerksamkeit auf sich. Besonders sein Auftritt 1970 in der BBC-TV-Sendung „Top of the Pops“ trug dazu bei.
Die Zeitschrift „The New Musical Express“ nannte John „a big talent who sounds as if he has lived in Nashville all his life“ (dt. „ein großes Talent, das klingt, als hätte er sein gesamtes Leben in Nashville verbracht“).
Richard Williams, einer der angesehensten Kritiker für Pop und Jazz seiner Zeit in Großbritannien, erkannte als einer der ersten Johns Potential. Im „Melody Maker“ veröffentlichte er einen Artikel, sprach über die ausgezeichnete Produktion und die wirklich großartige Aufnahme. Schließlich dankte er John für seinen Auftritt bei „Top of the Pops“, den er als einen „Atemzug frischer Luft“ bezeichnete. Den gesamten Artikel titelte er mit „Is this the year of Elton John?“ (dt. „Ist dies das Jahr von Elton John?“).

## B-Seite
Die Rückseite der Single füllte der Titel „Bad Side of the Moon“. Dieses Lied war nicht Bestandteil des damals veröffentlichten Albums „Elton John“. Die kanadische Rockband April Wine spielte es 1972 für ihr Album „On Record“ ein und veröffentlichte es als zweite Single daraus.

## Besetzung
- Elton John – Gesang, Klavier
- Madeline Bell – Begleitgesang
- Tony Burrows – Begleitgesang
- Roger Cook – Begleitgesang
- Brian Dee – Orgel
- Leslie Duncan – Begleitgesang
- Kate Garner – Begleitgesang
- Colin Green – Gitarre
- Tony Hazzard – Begleitgesang
- Clive Hicks – Begleitgesang
- Barry Morgan – Schlagzeug
- Cave Richmond – Bassgitarre
- Barbara Moore – Chorleitung
- Paul Buckmaster – Orchestrierung

## Produktion
- Gus Dudgeon – Produzent

## Chartplatzierungen
| ChartsChartplatzierungen       | Höchstplatzierung | Wochen |
| ------------------------------ | ----------------- | ------ |
| Vereinigte Staaten (Billboard) | 92 (5 Wo.)        | 5      |

## Auszeichnungen
Der Titel erreichte keinen Goldstatus.

## Interpretationen anderer Künstler
Die R&B/Soul/Gospel-Sängerin Dorothy Morrison nahm den Titel 1970 für ihre Langspielplatte „Brand New Day“ auf.
1971 spielte Aretha Franklin das Lied unter dem Titel „Holy Moses“ für ihr Album „Young, Gifted and Black“ ein und erreichte in den USA die Top 40.
The 5th Dimension interpretierten eine Version für ihr Album “Individually & Collectively” aus dem Jahr 1972.
Eric Clapton sang 1991 „Border Song“ für die CD “Two Rooms: Celebrating the Songs of Elton John & Bernie Taupin”.
Eine Aufnahme von Aretha Franklin gemeinsam mit Elton John wurde 1993 veröffentlicht.
1996 spielte Sophie B. Hawkins den Titel für den Film “The Associate” ein.